# 弗爾巴斯河省
弗尔巴斯河省 (塞尔维亚语、波斯尼亚语和克罗地亚语： / ) 在1929至41年是南斯拉夫王国的一个省，领土包括今波斯尼亚西部和克罗地亚的迪沃尔 (Dvor)，因弗尔巴斯河而得名，首府是巴尼亚卢卡。

## 人口
1931年，该省总人口是1,037,382人。宗教包括东正教 (600,529人；58%)、回教 (250,265人；24%)，以及天主教 (172,787人；17%)。

## 历史
1939年，该省东北的小部分地区成为克罗地亚省的一部分。
1941年，该省被轴心国占领及废除，变成克罗地亚独立国一部分。战后，该地大部分成为南斯拉夫社会主义联邦共和国下辖的波斯尼亚和黑塞哥维那部分。迪沃尔则成为克罗地亚一部分。
1992年以来，该地分别属于塞族共和国 (Republika Srpska) 和波士尼亞與赫塞哥維納，同样位于波斯尼亚和黑塞哥维纳。

## 画廊

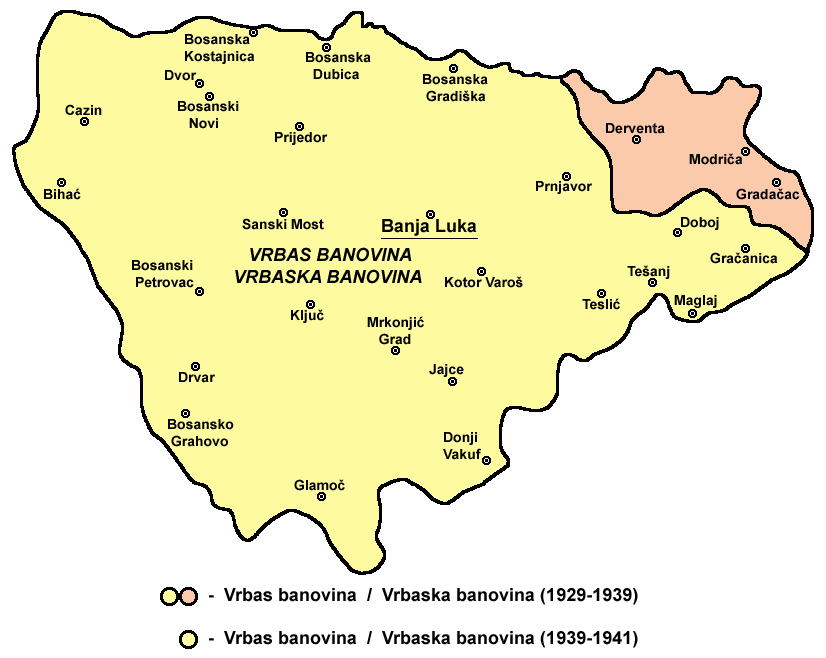
弗尔巴斯河省 (1929-1941)
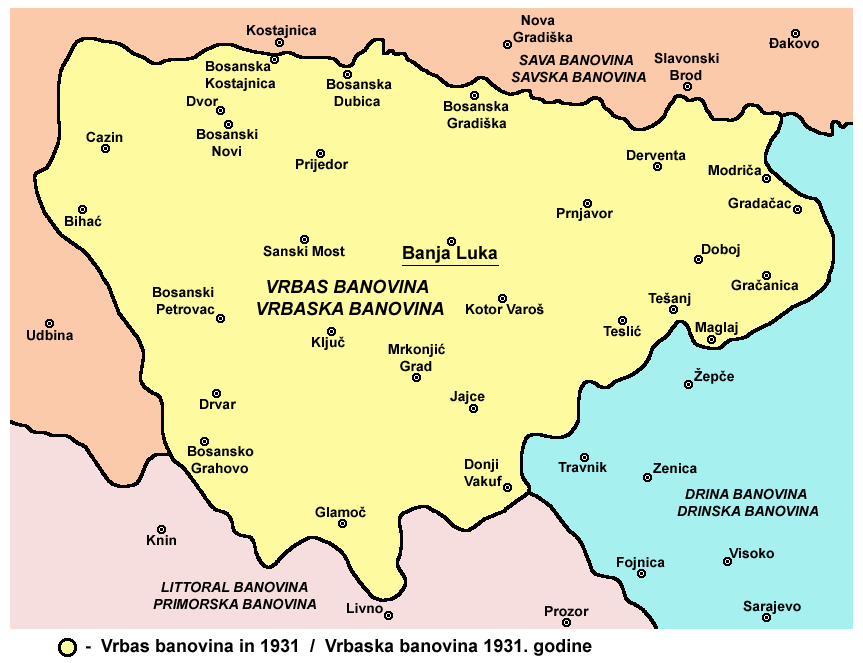
弗尔巴斯河省 (1931)
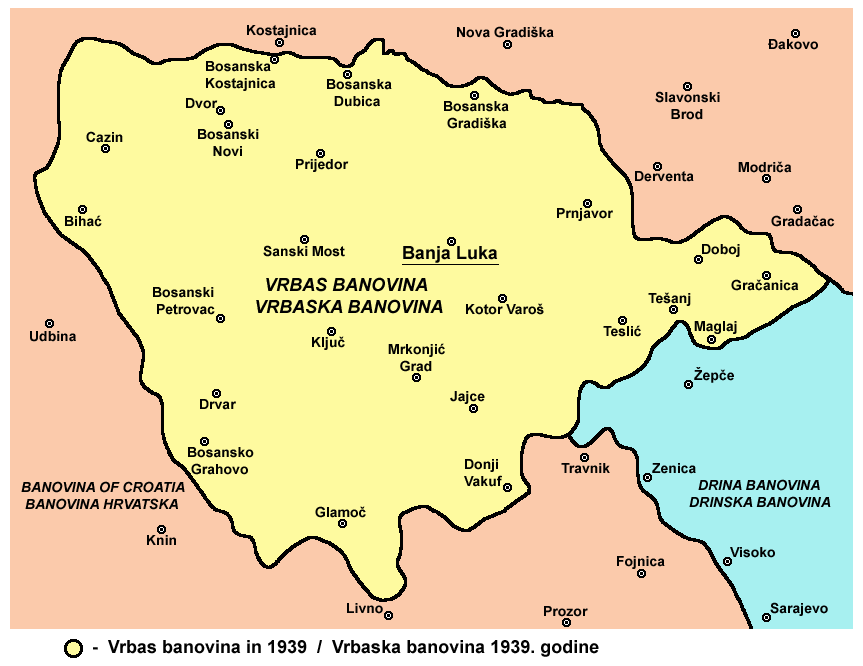
弗尔巴斯河省 (1939)
南斯拉夫王国1929-1939（塞尔维亚语-克罗地亚语）
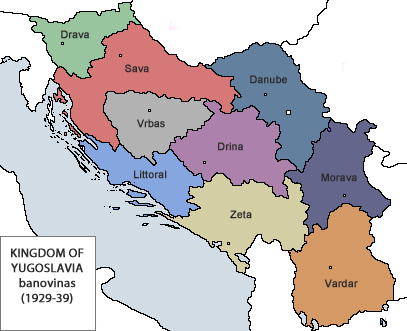
1929年的南斯拉夫王国行政区划

## 参看
- 波斯尼亚-黑塞哥维纳历史
- 塞族共和国
- 波斯尼亚边界 (Bosanska Krajina)